# Anthony Burgess
Anthony Burgess, egentlig John Anthony Burgess Wilson (født 25. februar 1917 i Manchester, død 22. november 1993 i London) var en britisk forfatter, journalist, dramatiker, digter, oversætter, lærer og komponist.
Burgess er i dag bedst kendt for at have skrevet A Clockwork Orange som blev filmatiseret af Stanley Kubrick i 1971.
Navnet Burgess var hans moders pigenavn; navnet Anthony tog Burgess da han blev konfirmeret.